# Henricia insignis
Henricia insignis är en sjöstjärneart som beskrevs av Clark och Jewett 20. Henricia insignis ingår i släktet Henricia och familjen krullsjöstjärnor. Inga underarter finns listade i Catalogue of Life.